# Мендіп Ґілл
Мендіп Каур Ґілл (англ. Mandip Kaur Gill; нар. 5 січня 1988) — британська акторка, найбільш відома за роллю Ясмін Кхан у серіалі «Доктор Хто». Її перша телевізійна роль відбулася в 2012 році, коли вона отримала роль Фібі МакКвін у мильній опері «Голіокс» від телеканалу Channel 4. Після відходу від цього серіалу в 2015 році Ґілл продовжував грати другорядні ролі у таких проєктах, як «Зозуля», «Лікарі», «Лікарня Добра Карма» та «Постраждалий» . У жовтні 2017 року BBC оголосила, що Ґілл обрали на роль супутника Ясмін Кхан у «Докторі Хто» 2018 року і з тих пір з'являлася в кожному епізоді одинадцятого, дванадцятого і тринадцятого сезонів.

## Ранні роки
Ґілл народилася в Лідсі, Західний Йоркшир, 5 січня 1988 року. Вона має індійське походження і є сикхом. Виросла в маєтку в передмісті Міддлтон, де її батьки мали газетний кіоск, вона відвідувала початкову школу в цьому районі, перш ніж вступити до школи Кокберн. У чотирнадцять років її сім'я переїхала в Аллертон Байвотер, де вона відвідувала середню школу Брігшоу. У 2009 році закінчила Університет Центрального Ланкаширу, отримавши ступінь бакалавра акторської майстерності (з відзнакою). Вона навчалася в коледжі Парк Лейн, де вивчала виконавське мистецтво.

## Кар'єра
Ґілл з'явилася в кількох театральних постановках, перш ніж отримала свою першу телевізійну роль Фібі Джексон (пізніше МакКвін) у серіалі «Голіокс» від телеканалу Channel 4. У минулому Ґілл відвідувала кілька прослуховувань на цю мильну оперу, і вона не була впевнена, чи підходить їй персонаж Фібі, але після кастингу Ґілл отримала цю роль. Фібі представили як підлітка-безхатька і подруги для відомого персонажа Джорджа Сміта (Стівен Робертс). Ґілл вирішила залишити шоу в 2015 році, і Фібі було вбито в рамках тривалої сюжетної лінії «Вбивця в рукавичках». Наступного року Ґілл зіграла епізодичну роль у серіалі BBC «Зозуля», перш ніж з'явитися в серіалі «Лікарі» у п'ятисерійній арці. Ґілл зіграла Шазію Амін, вагітну бездомну жінку. У 2017 році Ґілл з'явилася в «Лікарня Добра Карма» та в епізоді «Постраждалого». Вона також з'явилася в драмі BBC Кей Меллор «Любов, брехня та записи» у ролі Талії, молодшого реєстратора.
У жовтні 2017 року BBC оголосили, що Ґілл приєдналася до касту одинадцятого сезону « Доктора Хто» як супутник Тринадцятого Доктора (Джоді Віттакер). До компанії Ґілл приєднався її колишній колега з «Голіоксу» Тосін Кол, який грає Раяна Сінклейра, іншого компаньйона Доктора. Ґілл продовжувала з'являтися в дванадцятому та тринадцятому сезоні.

## Фільмографія
| Рік       |    | Українська назва        | Оригінальна назва       | Роль          |
| --------- | -- | ----------------------- | ----------------------- | ------------- |
| 2012—2015 | с  | Голіокс                 | Hollyoaks               | Фібі МакКвін  |
| 2016      | кф |                         | Rwd/Fwd                 | Чарлі         |
| 2016      | с  | Зозуля                  | Cuckoo                  | Лорен         |
| 2016      | с  | Лікарі                  | Doctors                 | Шазія Амін    |
| 2017      | с  | Лікарня Добра Карма     | The Good Karma Hospital | Падма Холі    |
| 2017      | с  | Постраждалий            | Casualty                | Насрін Махсуд |
| 2017      | с  | Любов, брехня та записи | Love, Lies and Records  | Талія         |
| 2018—2022 | с  | Доктор Хто              | Doctor Who              | Ясмін Кхан    |
| 2019      | ф  | Потоп                   | The Flood               | Ріма          |
| 2020      | ф  |                         | Five Dates              | Шайна         |
| 2021      | кф |                         | On Air                  | Меган         |
| TBA       | с  |                         | Suspicion               | Ясмін         |